# Çamlıca-Moschee
Die Çamlıca-Moschee steht weithin sichtbar auf einer Hügelkuppe im Stadtviertel Üsküdar-Çamlıca auf der asiatischen Seite der türkischen Metropole Istanbul. Sie fasst 63.000 Gläubige und gilt damit als die größte Moschee des Landes.

## Aufbau und Ausstattung
Der Gebäudekomplex beinhaltet neben der Moschee auch ein Museum, eine Kunstgalerie, eine Bibliothek, einen Konferenzsaal und eine Tiefgarage. Der Komplex wurde von den Architektinnen Bahar Mızrak und Hayriye Gül Totu entworfen.
Die Moschee hat sechs Minarette, vier davon mit 107,1 Metern Höhe, die beiden anderen mit 90 Metern. Die Kosten werden auf umgerechnet 70 Millionen Euro geschätzt.
Die Höhe der Minarette von 107,1 Metern soll auf das Jahr 1071 und den Sieg der Seldschuken in der Schlacht bei Manzikert verweisen. Die Hauptkuppel ist 72 Meter hoch; der Durchmesser der zweiten Kuppel beträgt 34 Meter.

## Geschichte
Der damalige Premierminister und heutige Staatspräsident Recep Tayyip Erdoğan erwähnte seinen Plan erstmals im Mai 2012; es wurde ein Architekturwettbewerb veranstaltet und im Sommer 2013 mit dem Bau begonnen. Am 7. März 2019 wurde das Gebäude eröffnet, eine offizielle Einweihung durch den Präsidenten fand am 3. Mai statt.
Das Projekt steht in der öffentlichen Wahrnehmung in einer Reihe mit Großbauprojekten der Ära Erdogan wie dem Präsidentenpalast, dem Großflughafen, der Schnellfahrstrecke nach Ankara, dem Kernkraftwerk Akkuyu, der Dritten Bosporus-Brücke, dem geplanten Istanbul-Kanal und dem Eisenbahntunnel unter dem Bosporus. Der Bau wurde von Säkularen kritisiert, welche die Moschee als Teil einer Islamisierung der Gesellschaft sehen. Andere Kritiker verwiesen auf die mangelnden Mitwirkungsmöglichkeiten der Bürger und sprachen von einer „imperialen Psychologie“. Befürworter der Moschee wiesen auf die Bevölkerungsexplosion der Stadt hin, die auch neue Moscheen nötig machte.

## Bilder

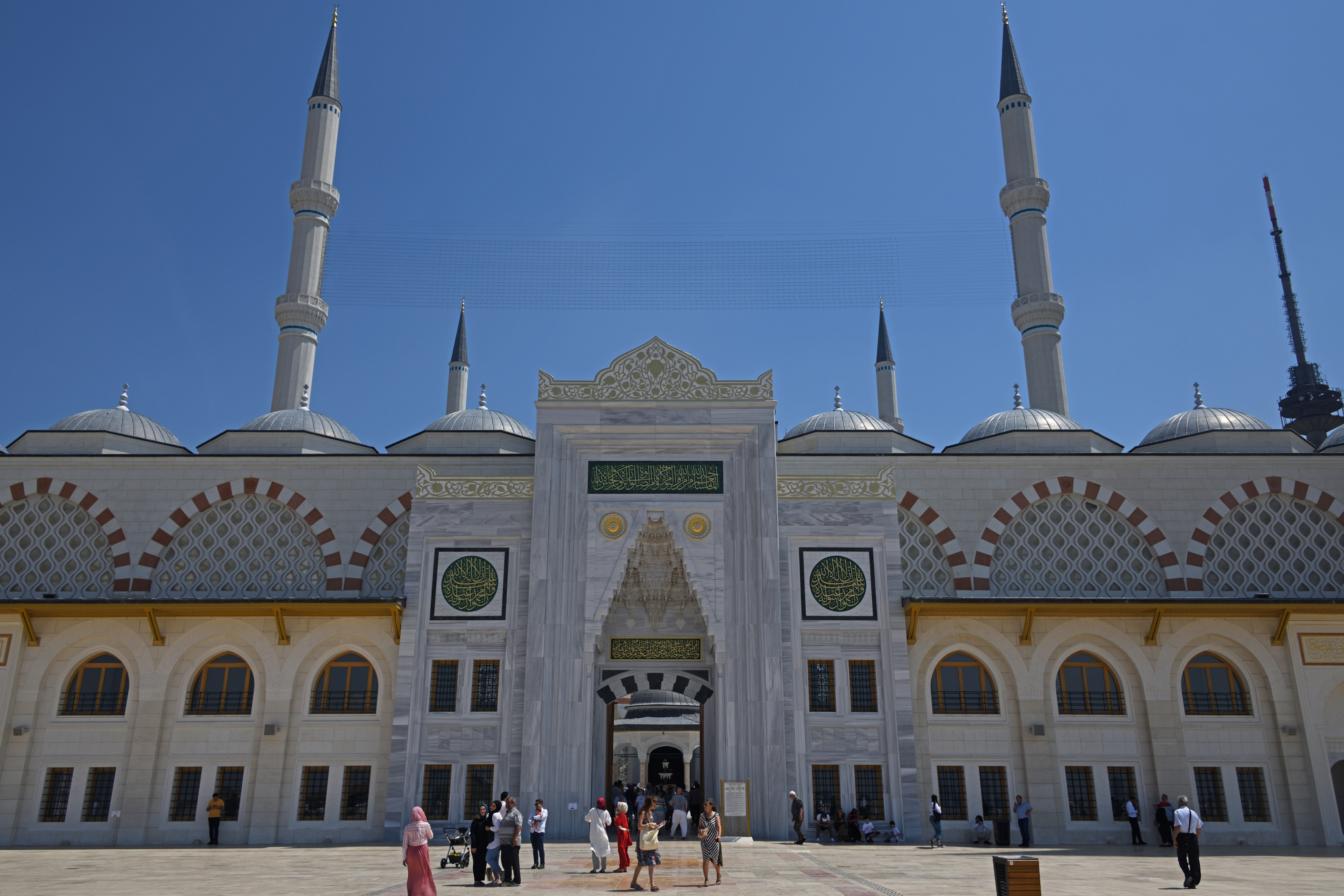
Haupteingang und Minarette
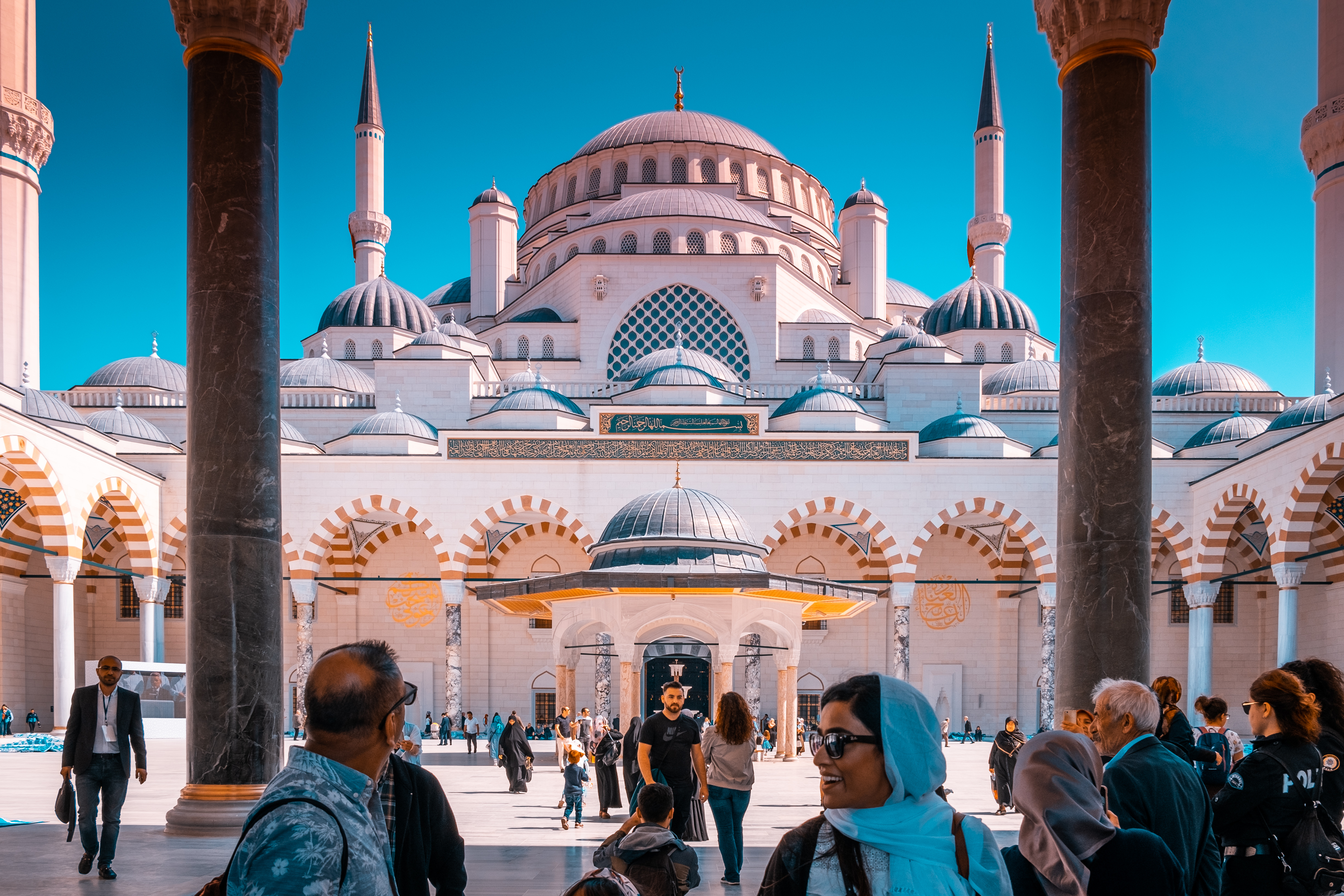
Innenhof mit Schadirwan
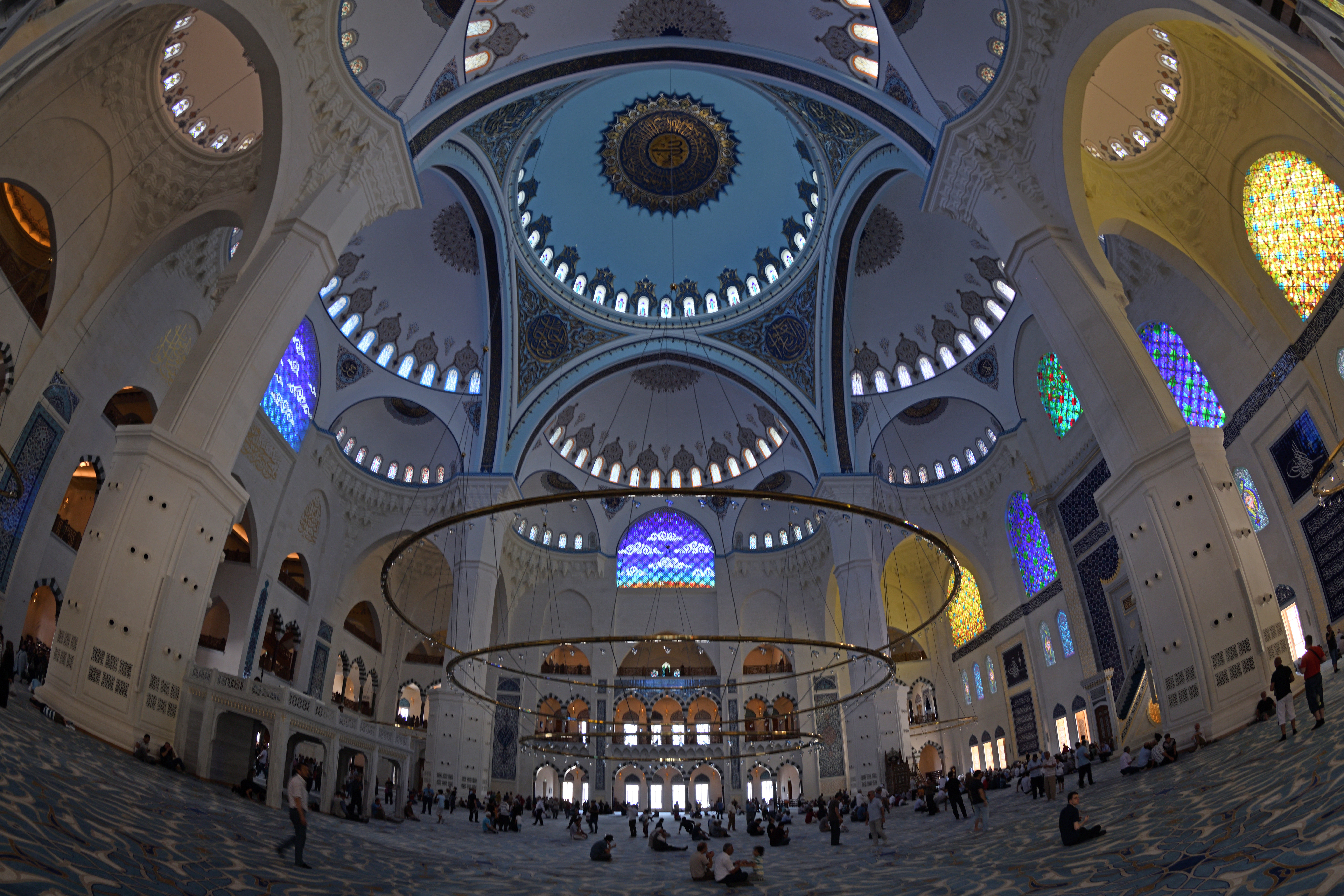
Gebetsraum und Kuppel